# John Tollemache (1er baron Tollemache)
Pour les articles homonymes, voir Tollemache.
John Jervis Tollemache, 1er baron Tollemache (5 décembre 1805 – 9 décembre 1890), est un député conservateur britannique et un important propriétaire foncier et gestionnaire de domaines dans le Cheshire, devenant le baron Tollemache de Helmingham Hall dans le Suffolk. 

## Biographie
Né John Jervis Halliday, il est le fils de l'amiral John Richard Delap Halliday (qui, en 1821, prend le nom et les armes de Tollemache au lieu de Halliday), le fils aîné de Lady Jane, la plus jeune fille et cohéritière de Lionel Tollemache (4e comte de Dysart). Sa mère est Lady Elizabeth Stratford, fille de John Stratford, 3e comte d'Aldborough. 
On sait peu de choses sur son éducation et on pense qu'il reçoit une éducation privée qui n'a pas conduit à l'université. Il hérite d'une richesse considérable, notamment Helmingham Hall dans le Suffolk et des domaines dans le Northamptonshire, le Cheshire et l'Irlande. 
Il est haut shérif de Cheshire en 1840 et est ensuite élu à la Chambre des communes comme député de Cheshire South de 1841 à 1868 et de Cheshire West de 1868 à 1872. En 1876, il est élevé à la pairie en tant que baron Tollemache, de Helmingham Hall dans le comté de Suffolk . 
Lord Tollemache épouse Georgina Louisa Best, fille de Thomas Best, en 1826; ils ont cinq enfants ensemble. Après sa mort en 1846, il épouse Eliza Georgiana Duff, fille de Sir James Duff, en 1850; ils ont neuf enfants ensemble. 
Lord Tollemache est décédé en décembre 1890, à l'âge de 85 ans, et est remplacé dans la baronnie par son fils aîné de son premier mariage, Wilbraham Tollemache (2e baron Tollemache). Le fils aîné de son deuxième mariage, l'hon. John. RD Tollemache, épouse Eleanor Starnes, la fille de l'hon. Henry Starnes et sa femme, Eleanor Stuart . 
Lady Tollemache, qui avait 24 ans de moins que son mari, est décédée en 1918 . 